# Зоологический музей имени Бенедикта Дыбовского
Зоологический музей им. Бенедикта Дыбовского — научно-учебное подразделение биологического факультета Львовского национального университета имени Ивана Франко. Распространённый акроним для обозначения коллекционных образцов — «ЗМД».

## Расположение, помещение, залы
Музей расположен в одном из старейших корпусов Львовского университета на ул. Грушевского, 4. Залы с экспозицией и фонды музея занимают около 1/5 части третьего этажа здания биологического факультета.
Музей был основан Бенедиктом Дыбовским на основе Кабинета натуральной истории. Коллектив музея составляет 5 человек: заведующий музеем — орнитолог, зоолог и музеолог Игорь Шидловский, и 4 хранителя фондов (из них 2 кандидата биологических наук).

## Исторические сведения
Зоологический музей Львовского национального университета имени Ивана Франко принадлежит к числу старейших университетских музеев Европы. Он был основан как Кабинет натуральной истории в 1823 году доктором Францем Дивальдом. Основой собрания музея стали экземпляры императорской коллекции из Вены, а также частная коллекция львовского аптекаря Карла Соломона, затем собрание нередко пополнялось частными коллекциями, в том числе экспонатами, переданными Бенедиктом Дыбовским.
С приходом во Львовский университет профессора Б. Дыбовского, музей приобрел статус Зоологического. 25 февраля 1885 года приказом ректора университета для создания музея для Кабинета выделяют дополнительно три зала и коридор. Таким образом, музей получает в своё распоряжение пять залов общей площадью 470 м².
В течение 1980-х годов основным направлением работы музея было сохранение собранных образцов и несколько в меньшей степени пополнение и ревизия его научных фондов.
В 2003 году описание орнитологической коллекции музея вошло в «Обзор основных европейских коллекций птиц» (англ. An inventory of major European bird collections). Кроме того, описания и фотографии камчатских коллекций Б. Дыбовского, а также информация о музее, были опубликованы в книге Марии Дыбовской «Kamczatka i jej ludy autochtoniczne: w fotografiach, tekstach i eksponatach Benedykta Dybowskiego» (Warszawa, 2003).
Работниками музея ведутся работы по пополнению и систематизации фондов, в результате чего коллекции обогатились более чем на 2 тыс. экспонатов. Сотрудники музея приняли участие в составлении международного аннотированного списка остатков морской коровы «Hidrodamalis gigas». Всего в мире насчитывается 27 полных скелетов этого животного и свыше 550 костей, которые хранятся в 51 музее в 42 городах. На сегодня в музее хранится полный скелет и около 100 костей, собранных алеутом Синициным.
11 февраля 2004 года распоряжением Кабинета Министров Украины № 73-р в реестр научных объектов, составляющих национальное достояние, были внесены «Научные фонды и музейная экспозиция Зоологического музея Львовского национального университета имени Ивана Франко».
27 декабря 2012 года приказом № 189 Управления культуры Львовской областной государственной администрации Зоологический музей получил звание «Народный музей».

## Экспозиция, просветительская деятельность
Зоологический музей проводит экскурсии как для студентов и сотрудников университета, так и для любых иных посетителей. Сотрудниками музея были проведены экскурсии для работников: Уманского, Дрогобычского, Восточноукраинского, Одесского и Соломонова университетов; Каневского естественного заповедника, Регионального ландшафтного парка «Гранитно-степное Побужье» и Полесского парка народового (Польша), Природного заповедника «Расточье»; для сотрудников Западной региональной таможни.
Экспозиция и отдельные экспонаты Музейной коллекции использовались в проведении малых практикумов по зоологии беспозвоночных и позвоночных животных, большого практикума по зоологии, спецпрактикума и спецкурсов: орнитология, териологии, этология, зоогеографія, экология (1-5 курс). Кроме того, музейную экспозицию использовали для проведения занятий, тематических экскурсий и подготовки к олимпиадам по биологии всех уровней для школьников общеобразовательных школ и разного рода учебных заведений Львова.

## Коллекции

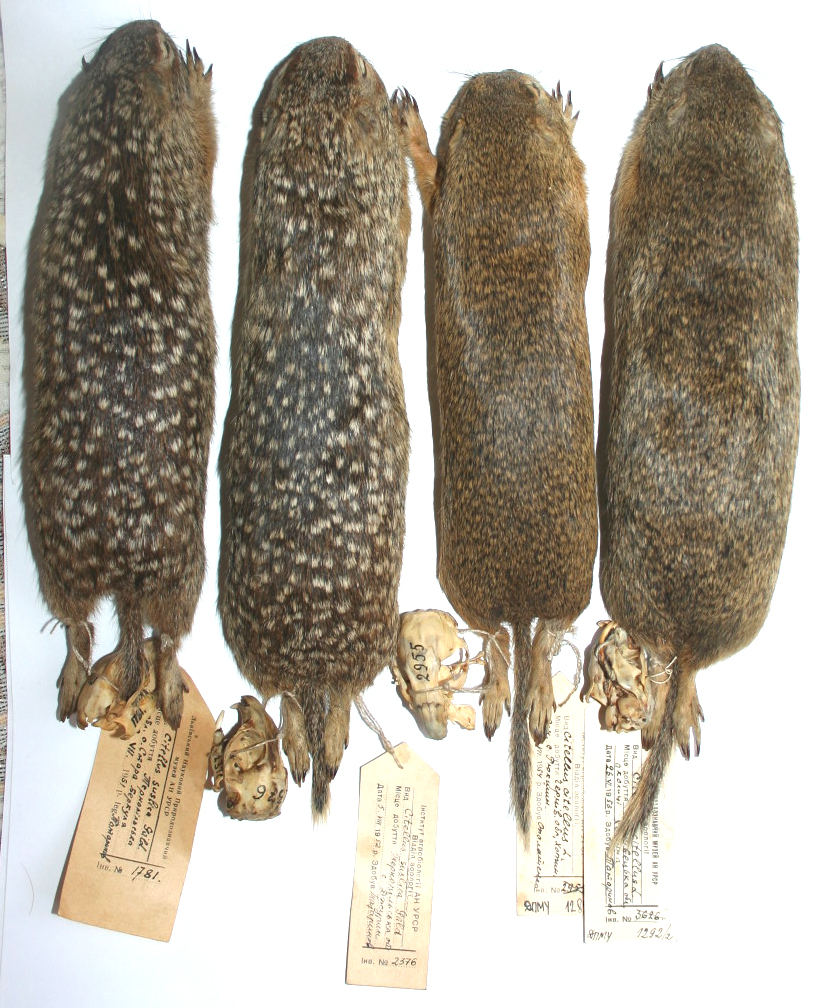
Коллекционные образцы сусликов из фондов музея ЛНУ

В музее хранится ряд типичных материалов для различных групп животных как беспозвоночных, так и позвоночных.
Научные коллекции насчитывают более 178 тыс. экспонатов (на 2003 год — 168 тысяч), из которых около 10 тыс. формируют экспозицию. Фонды музея представляют животный мир всех континентов и всех акваторий земного шара.
Коллекции беспозвоночных животных включают губок и ракообразных с Байкала, Ангары, Амура, Японского моря и Каспия; кораллы и моллюски, собранные экспедицией принца Монако в Средиземном, Красном и Адриатическом морях; разнообразных иглокожих из первых биологических станций в Неаполе и Триесте.
Внимания заслуживают энтомологические коллекции: клопы и цикады Е.-Ф. Гермара, бабочки Европы — А. Штодингера, жуки и бабочки — А. Уляновского, бабочки Галичины — С. Н. Петруского, бабочки Японии, Дальнего Востока, Памира, Кавказа и Австралии — Л. Лясоты.
Орнитологическая коллекция охватывает более 1000 видов птиц, что составляет 1/10 от их мирового разнообразия. К уникальным экспонатам относится коллекция колибри и нектарниц, коллекции собраны М. Янковским, Б. Дыбовским и Я. Грохмалицким на Дальнем Востоке, в Корее, Юго-Восточной Азии и Австралии, Южной Америке; коллекции птиц Украины проф. Ф. И. Страутмана и доц. Н. И. Сребродольской.
Из 6731 вида и подвида позвоночных животных, занесённых в «красный список» Международного союза охраны природы (2000 г.), 152 вида, или 2,3 % представлены в коллекциях музея. Ценность коллекций заключается в широком географическом охвате собрания (по данным этикетажа можно зафиксировать произошедшие изменения ареалов редких видов животных не только в Украине, но и в других уголках Земли; установить, где эти виды исчезли и попытаться выяснить причины их исчезновения), а также в музее собраны некоторые пропавшие виды животных, которые уже невозможно увидеть в природе.
В музее есть образцы, собранные на переданные на хранение известными в Украине исследователями, в частности известным териологом Александром Кондратенко.
Коллекции музея, в течение последних лет, использованы для подготовки и защиты нескольких кандидатских диссертаций: И. В. Дикого, И. В. Шидловского, А. С. Закали (Гнатыны) (Львов — Киев), А. Н. Зиненко (г. Харьков), А. А. Широкой (г. Иркутск), И. В. Палько (г. Москва) и некоторых других.